# Fűszerkömény
A fűszerkömény (Carum carvi) az ernyősvirágzatúak rendjébe és a zellerfélék családjába tartozó faj.
A legelterjedtebb és legkedveltebb fűszerek közé tartozik, a Biblia is említést tesz róla. Európában a 13. században terjedt el.
Zsíros olajat és fehérjét is tartalmaz. Az erősen fűszeres ízű mag (Carvi fructus) hatóanyaga az illóolajában levő karvon. Illóolajában kuminaldehid is található.
Egyéb nevei: konyhakömény, keménymag, régikömény, hasznos kömény.
Jellemző kártevője a köménymoly (Depressaria daucella).

## Megjelenése
20–50 cm magas, kétnyári növény. Gyökere gumós, fehér színű, ehető, édes ízű, aromás, hasonló a paszternákhoz. Szára csupasz, hosszában barázdált, keskeny lándzsás levelei erősen osztottak. Apró, fehér virágai ernyőben nyílnak, kerekded, barázdált termése 3–4 mm nagyságú, kissé ánizsos, enyhén borsos, mentolos ízű. A növény bármely része megmorzsolva erős illatot áraszt.

## Farmakológiai hatásai
Az egyik kutatási eredmény alapján a kuminaldehid, kis molekulaként gátolja az alfa-szinuklein csomósodását, amely olyan súlyos neurodegeneratív betegségekben játszik szerepet, mint a Lewy-testek által okozott elmebaj, Parkinson-kór, és multiszisztémás atrófia.

## Felhasználása
| Energia 375 kcal 1567 kJ |         |
| Szénhidrátok | 44.24 g |
| - Cukrok 2.25 g |         |
| - Étkezési rostok 10.5 g |         |
| Zsír | 22.27 g |
| - telített 1.535 g |         |
| - egyszeresen telítetlen 14.04 g                                                                                                |         |
| - többszörösen telítetlen 3.279 g                                                                                               |         |
| Fehérje | 17.81 g |
| Víz | 8.06 g  |
| A-vitamin ekviv. 64 μg | 8%      |
| Tiamin (B1-vitamin) 0.628 mg | 55%     |
| Riboflavin (B2-vitamin) 0.327 mg                                                                                                | 27%     |
| Niacin (B3-vitamin) 4.579 mg | 31%     |
| B6-vitamin 0.435 mg | 33%     |
| Folsav (B9-vitamin) 10 μg | 3%      |
| B12-vitamin 0 μg | 0%      |
| C-vitamin 7.7 mg | 9%      |
| E-vitamin 3.33 mg | 22%     |
| K-vitamin 5.4 μg | 5%      |
| Kalcium 931 mg | 93%     |
| Vas 66.36 mg | 510%    |
| Magnézium 366 mg | 103%    |
| Foszfor 499 mg | 71%     |
| Kálium 1788 mg | 38%     |
| Nátrium 168 mg | 11%     |
| Cink 4.8 mg | 51%     |
| A százalékos értékek az amerikai felnőttek számára javasolt napi mennyiségre (RDA) vonatkoznak. Forrás: USDA tápanyag adatbázis |         |

Fanyar, érdekes íze miatt más fűszerekkel ritkán kombinálják. Bizonyos ételekbe (saláták, körözött) beleszórják, másokba (kelkáposzta-főzelék, húsok) belefőzik, a rántott levesnél (köménymagleves) viszont a rántásba teszik. Levesek, saláták, főzelékek, sültek, káposztás, burgonyás, sajtos, túrós ételek, kolbászfélék, körözöttek, puha sajtok, péksütemények, pogácsák ízesítője; a savanyúságok és a savanyú káposzta elengedhetetlen fűszere. Fűszerkeverékek és -kivonatok alapanyaga. Egészben és őrölt formában is kapható.